# Henri La Fontaine
Henri-Marie La Fontaine (Bruselas, 22 de abril de 1854 - ibíd. 14 de mayo de 1943) jurisconsulto, bibliógrafo y político belga.
Estudió leyes en la Universidad Libre de Bruselas. Pronto alcanzó una gran reputación como autoridad en derecho internacional. En 1893 llegó a ser profesor de derecho internacional en la Universidad Nueva de Bruselas y dos años después fue elegido para el Senado belga a través del Partido Social-Demócrata. Fue vicepresidente del Senado entre 1919 y 1932.
En 1913 fue galardonado con el premio Nobel de la Paz por sus esfuerzos en fomentar las buenas relaciones entre Francia y Alemania, a través de la mediación belga, y por la intensa labor pacifista que venía desarrollando desde 1882.
Fue representante de Bélgica en la Asamblea de la Sociedad de Naciones (1920-1921) y, así mismo, perteneció al Consejo Interparlamentario (1927-1932).
La Fontaine fue autor de un gran número de manuales legales y de una historia documental del arbitraje internacional. Fue también fundador de la revista La Vida Internacional.
Junto con Paul Otlet es cocreador de la Clasificación Decimal Universal (CDU).